# Révész Sándor (énekes)
Révész Sándor (Budapest, 1953. június 24. –) a Generál és a Piramis együttesek EMeRTon-díjas magyar énekese.

## Élete

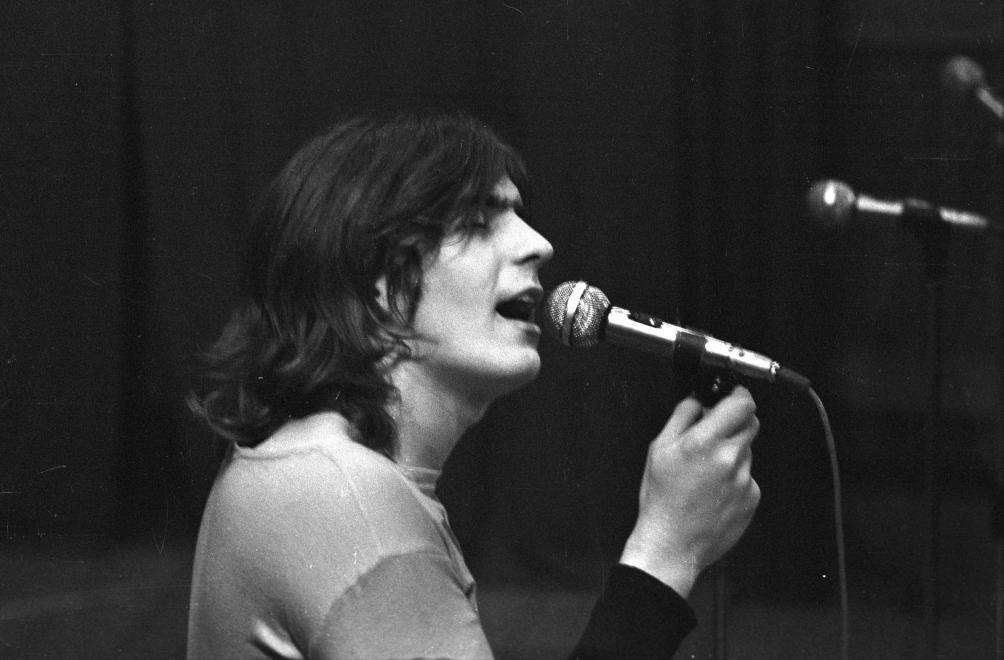
1973-ban

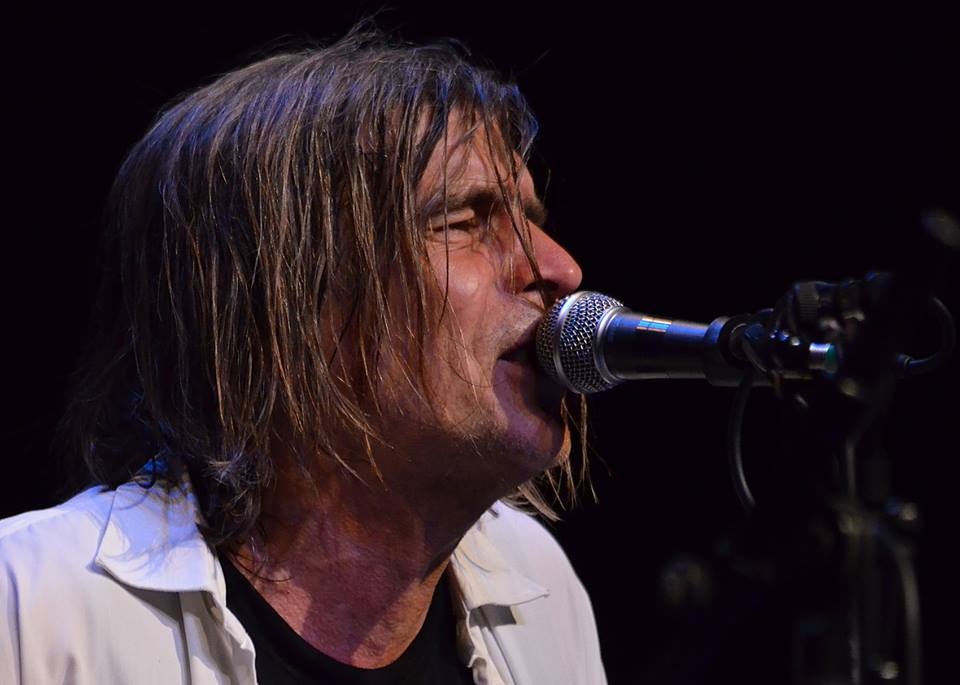
2013-ban

Tizenhat évesen szerzett ORI-engedélyt és kezdett az Echo együttessel vendégként turnézni. Máig ismert becenevét is akkor kapta.
Az 1970-es évek elején tagja volt a Hearts, a Mogyorósi Trió, a Tűzkerék  együtteseknek. 1971-től játszott a Generálban, majd 1975-től 1981-ig a Piramis frontembere volt. Többször is elnyerte az Év Énekese díjat a közönségszavazatok alapján. A Piramisból 1981-ben vált ki, majd külföldön keresett munkát. 1984-ben tért haza, egy évvel később Demjén Ferenc, Presser Gábor és mások közreműködésével elkészítette első szólóalbumát. 1986-ban Karácsony János társaságában országos turnéra indult. Később visszavonult a zenei élettől és Ásotthalmon telepedett le. 1992 márciusában lépett fel újra Demjén Ferenc vendégeként a Budapest Sportcsarnokban. Hamarosan bejelentették, hogy a Piramis egy koncert erejéig újra összeáll, ám a közönségigényt látva ebből öt telt házas BS-koncert lett. 1993-ban új szólóalbumot készített, ezen régi zenésztársai is szerepet kaptak, játszik a lemezen Závodi János és Gallai Péter is. Ez a lemez újabb szellemiségű, Révésznek érett művészetét mutatja, anyagával egyetlen koncertet adott a BS-ben. 1999-ig szünet következett, majd a Slágerfesztiválon a Generállal újra fellépett. 2003-ban jelent meg Változtam című lemeze, melyen hat új és hat régi dala szerepel.
2009 májusában országos turnéra indult új zenekarával. A fiatal, tehetséges zenésztársakkal (Nagy Gergely, Horváth Ákos, Cseh Balázs, Szakáll Béla) nagy sikerű akusztikus koncerteket adott. A turné zárókoncertje 2010 januárjában a MÜPÁ-ban volt.
2013-tól újra a színpadon látható. Zajzon Gábor lantművésszel játszik intim hangulatú fellépésein.
2022-ben elbagatellizált magas vérnyomása következtében szélütés érte, amitől teste bal oldala megbénult. Ismétlődő kezelések, hosszas rehabilitáció után az év végén állhatott újra közönség elé.
Kovács Gellért (Filmszerész) írta róla egyszer ezt a tökéletes jellemzést:
„Egyedi hangú, különlegesen karizmatikus, egykor már-már szektavezérszerű vonzerővel bíró, legendás frontember. A Generálnak és a Piramisnak köszönhetően a magyar rocktörténet egyik legfontosabb előadója. Annak idején szinte hisztérikus rajongás vette körül a Kölyköt (ez a beceneve), a 70-es évek közepétől az Illés, az Omega, az LGT, az Edda és a többiek mellett minden második magyar kamasz szobájában fent volt a falon egy poszter, ami őt ábrázolta. '81-ben otthagyta a Piramist, külföldön dolgozott, aztán hazajött, szólólemezeket készített (én nem is tudom, hányszor láttam gyerekkoromban a Nem tudtam, hogy így fáj klipjét), majd az eredeti Piramissal egymás után ötször telerakták az akkor még létező Budapest Sportcsarnokot.
Azóta mindenféle mutánsformációkban létezett és létezik a zenekar. Amikor egészsége engedi, Révész is énekel Piramis-dalokat, de a Generál-örökségre is büszke.
Visszahúzódó, szentimentális, kedves embernek tűnik, szereti a természetet, s olyan közel él hozzá, amennyire csak tud. Szerintem tényleg kevés hozzá hasonló tartással élő senior rocksztárja van most ennek az országnak.”

## Szólólemezei
- Tábortűzdal – (kislemez, 1982)[7]

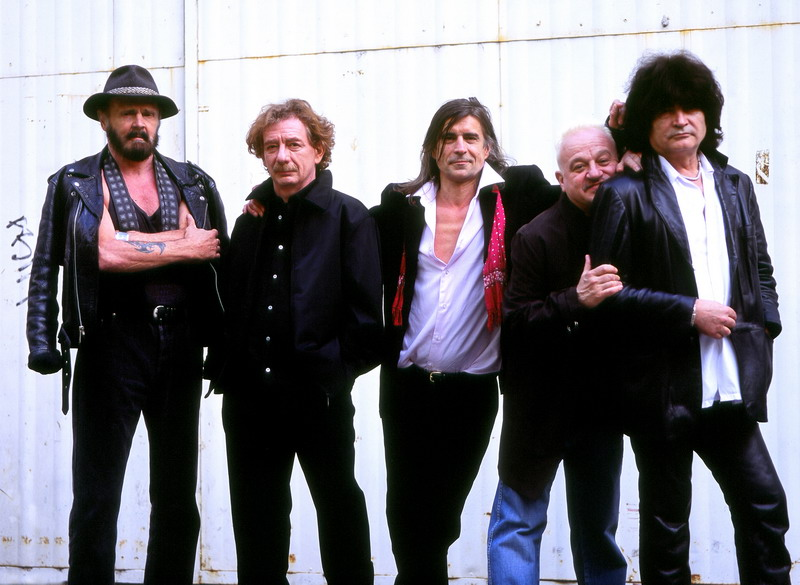
A Piramis együttes többi tagjával

- Révész Sándor – (Hungaroton-Favorit, 1985)[8]
- Révész 1993 – (Rózsa, 1993)[9]
- Változtam – (Rózsa, 2003)[10]
- Révész, 60 – (dupla cd) (szerzői kiadás, 2013)

## Film
- Moziklip (1987)

## Könyv
- Ezt én választottam; Helikon, Bp., 2024 (önéletrajz)

## Elismerések
- Popmeccs – Az év énekese (1976)
- EMeRTon-díj (1992)
- A Magyar Köztársasági Érdemrend kiskeresztje (1994)
- A Magyar Érdemrend tisztikeresztje (2012)
- Tolna megyei Prima díj (2017)[11]
- Pro Urbe Budapest (2019)[12]
- Fonogram Életműdíj (2022) /megosztva a Piramis tagjaival/